# 12 (число)
12 (двенадцать) — натуральное число, расположенное между числами 11 и 13. Третье пятиугольное число, первое избыточное число. Обозначается также словом дюжина. 122 = 144 в старину называлось гроссом, а 123 = 1728 называлось массой.

## Математика
- Единственным нетривиальным (не равным 0 или 1) квадратом среди чисел Фибоначчи является двенадцатое — 122
- 1012 в американской (русской) системе называется триллион, приставки СИ: тера (Т) для 1012 и пико (п) для 10−12.
- Двенадцать является суперфакториалом числа 3, то есть произведением первых трёх факториалов.
- Основание двенадцатеричной системы счисления — одной из наиболее удобных систем счисления (основание одновременно и не слишком велико, и имеет большое число делителей), однако почти не применяемой на практике.
- {\displaystyle \sum _{n=1}^{\infty }{\frac {2n^{2}}{2^{n}}}=12}
- Число 12 является обратным числом Кита[2].
- Составное число
- Избыточное число
- Число Пелля
- Злое число

### Геометрия
- Правильный двенадцатиугольник, согласно теореме Гаусса — Ванцеля, относится к многоугольникам, которые можно построить с помощью циркуля и линейки.
- Периметр классического египетского треугольника со сторонами 3:4:5.
- В трёхмерном эвклидовом пространстве можно поместить максимум 12 непересекающихся шаров единичного радиуса, касающихся данного шара единичного радиуса (см. Контактное число).
- Существует ровно 12 различных пентамино ↓5, ↑35 .
- Существует ровно 12 различных гексиамондов — фигур, состоящих из 6 правильных треугольников[3][4] ↓4, ↑24 .
- Существует 12 спичечных графов с 5 рёбрами[5].
- Многогранники:
  - Число вершин икосаэдра.
  - Число рёбер куба и октаэдра.
  - Число граней додекаэдра.
  - Порядок группы симметрий тетраэдра, сохраняющих ориентацию.
  - Число вершин полуправильного многогранника кубооктаэдра, число граней двойственного ему ромбододекаэдра, а также число вершин другого полуправильного многогранника — усечённого тетраэдра.
  - Существует ровно 12 типов многогранников с 12 рёбрами[6] (См. также: Двенадцатигранники).

- Две двенадцатигранные формы кристаллов кубической кристаллографической системы: ромбододекаэдр и пентагондодекаэдр.

## Музыка
- 12 полутонов в октаве

## Религия и мифология

### Античная мифология
- Боги объединялись в «пантеон» или «двенадцать олимпийских богов», однако состав этих «двенадцати» в разное время определялся по-разному.
- Геракл совершил 12 подвигов.

### Ветхий Завет
- 12 сыновей Иакова основали 12 колен Израилевых (Быт. 49:28).
- 12 маццев (стоячих камней) поставил Моисей у подножия Синайской горы (Исх. 24:4)[7].
- 12 камней наперсника (Исх. 28:21).
- 12 камней поставил Иисус Навин, преемник Моисея, среди Иордана; «они там и до сего дня» (Нав. 4:9).
- 12 камней из Иордана Иисус Навин поставил в Галгале (Нав. 4:20).

### Новый Завет
- У Иисуса Христа было 12 учеников; впоследствии они стали апостолами, за исключением Иуды Искариота, вместо которого 12-м апостолом стал Матфий.
- 12 лет было Христу, когда Он остался в храме и удивлял учителей своей мудростью (Лк. 2:42—47).
- После чуда насыщения множества народа осталось 12 коробов рыбы и хлеба (Мф. 14:20, Мк. 6:43, Лк. 9:17, Ин. 6:13).
- 12 лет страдала кровотечением женщина, исцеленная Христом (Мф. 9:20—22).
- 12 лет было дочери Иаира, воскрешенной Христом (Мк. 5:42).
- 12 учеников в Ефесе, на которых сошел Святой Дух (Деян. 19:1—7).
- 144 (12×12) тысячи избранных (Откр. 7:4, Откр. 14:3).
- 12 звезд в венце Жены, облеченной в солнце (Откр. 12:1).
- Небесный Иерусалим в длину, ширину и высоту составляет по 12 тысяч стадий, стена его толщиной в 144 (12×12) локтя, она имеет 12 оснований с именами 12-ти апостолов и 12-ю драгоценными камнями и у неё 12 ворот с 12-ю ангелами, именами 12-ти колен Израилевых и 12-ю жемчужинами (Откр. 21:10—21).
- Древо жизни, дающее плоды 12 раз в году (Откр. 22:2).

### Православие
- 12 членов Никео-Цареградского Символа веры.
- Двунадесятые праздники — 12 важнейших праздников.
- Служба Двенадцати Евангелий в Великий четверг.
- 12 дней продолжаются рождественские святки.
- 12 ступеней на пути достижения духовного совершенства[8].
- Двена́дцать апо́столов — двенадцать непосредственных учеников Иисуса Христа — Симон Пётр, Андрей Первозванный, Иаков Зеведеев, Иоанн Зеведеев (Богослов), Филипп, Варфоломей, Фома, Матфей, Иаков Алфеев, Иуда Фаддей, Симон Кананит, Иуда Искариот (Мф. 10:2—4).

### Другие религии и традиции
- В домусульманских верованиях башкир было 12 «господов» различных элементов мироздания, над которыми стоял небесный Господь.
- Было 12 столпов манихейской веры.
- В буддизме процесс перерождения живых существ представляет собой «колесо», образуемое 12 ступенями.
- Двенадцать имамов — в шиизме духовные и политические преемники пророка Мухаммада.
- «Клятва двенадцати»: в соответствии со средневековыми норвежскими законами, с человека могло быть снято обвинение на основании совместной клятвы его и определённого числа людей; в случае самых серьёзных преступлений требовалась «Клятва двенадцати». Произнесение «Клятвы двенадцати» имело место и в Средневековой Руси (см. про Магнус Улафсон в Morkinskinna).
- 12 заповедей основателя христоверия Данилы Филипповича.
- 12 этических принципов Бахаи.
- Былинный русский богатырь Добрыня Никитич разговаривал «на 12 языках и знал разговор птичий»[9].

## Лингвистика и языки
- Владимир Даль приводит следующие синонимы слову «двенадцать»: «дванадесять, десять и два. Дванадесятый (двунадесятый)»
- В гавайском языке 12 фонем, в алфавите 12 букв.

### Запись числа в других системах письма
| V20 | Z1 | Z1 |

| V20 | Z1 | Z1 |

## Время
- В году 12 месяцев, 12-й месяц — декабрь
- Количество зодиакальных созвездий равно 12, если не учитывать Змееносца.
  - 12-й и последний знак Зодиака — Рыбы.
- В сутках 24 часа, но часы традиционно изготавливают с 12-часовым циферблатом, по которому часовая стрелка за сутки проходит два круга; раньше делили на 12 часов отдельно день и ночь, начиная с восхода и заката: дневные и ночные часы имели, как правило, разную длительность.
- Минутная стрелка в часах движется в 12 раз быстрее, чем часовая.
- В китайском зодиаке используется 12-летний цикл.
- В халдейской астрологии использовались додекаэтериды[нем.] — список предсказаний урожая на каждый из 12 лет, согласно месту нахождения Юпитера в том или ином знаке Зодиака.

## Единицы измерения
- 12 дюймов в футе
- 12 тройских унций в тройском фунте
- 12 пунктов в кегле типографского шрифта Цицеро
- 12 баллов — максимальная сила ветра по шкале Бофорта
- 12 баллов — максимальная сила землетрясения по шкале Рихтера

### Денежные системы
- 12 оболов в статере[10]
- 12 унций в ассе[10]
- 12 денариев в солиде
- 12 денье в соле
- 12 пенсов в шиллинге (в Великобритании до денежной реформы 1971 года)
- 12 полушек в алтыне